# عطاءالله سلمانیان
عطاءالله سلمانیان (زاده ۱ فروردین ۱۳۳۸ در ابهر) بازیگر سینما اهل ایران است.

## کارگردان
- پرنده باز (۱۳۸۹)

## نویسنده
- پرواز خاموش (۱۳۷۷)

## بازیگر
- چراغ قرمز (۱۳۸۸)
- مردی از جنس بلور (۱۳۷۷)
- منطقه ممنوعه (۱۳۷۳)
- یک شب، یک غریبه (۱۳۷۳)
- سجاده آتش (۱۳۷۲)
- زیر آسمان (۱۳۷۱)
- ایوب پیامبر (۱۳۷۱)
- باغ سید (۱۳۶۸)
- در جستجوی قهرمان (۱۳۶۷)
- هراس (۱۳۶۶)
- تیرباران (۱۳۶۵)
- گذرگاه (۱۳۶۵)
- بلمی به‌سوی ساحل (۱۳۶۴)
- عقود (۱۳۶۳)

### مجموعه تلویزیونی
- مردان آنجلس (۱۳۷۵)
- انتظار سرخ (۱۳۷۷)
- روزنه‌ای به سپیده (۱۳۷۰–۱۳۶۹)